# Голлі Блек
Голлі Блек (англ. Holly Black, нар. 10 листопада 1971, Вест-Лонг-Біч, штат Нью-Джерсі, США) — американська письменниця і редактор, найбільш відома своєю художньою літературою для дітей та молоді. Її остання робота — бестселер New York Times «Народ Повітря» (англ. Folk of the Air ). Вона також добре відома за «Хроніки Спайдервіка» (англ. The Spiderwick Chronicles), серією дитячих фантастичних книжок, які вона створила разом із письменником і ілюстратором Тоні Дітерліцці, та її дебютною трилогією молодих романів, офіційно названою Modern Faerie Tales.

## Раннє життя та освіта
Голлі народилася у Вест-Лонг-Біч, штат Нью-Джерсі в 1971 році, і в ранні роки її сім'я жила в «застарілому вікторіанському будинку». У 1994 році в коледжі Нью-Джерсі здобула ступінь бакалавра англійської словесності. Під час навчання в Ратґерському університеті у США вона працювала редактором у медичних журналах, включаючи The Journal of Pain. Вона розглядала професію бібліотекаря як запасну кар’єру, але письменницька діяльність відвернула її. У 1996 році вона редагувала і брала участь у  культурному журналі.
У 1999 році вона вийшла заміж за свого шкільного коханого Тео Блека, ілюстратора та вебдизайнера . У 2008 році вона проживала в Амхерсті, штат Массачусетс.

## Літературна кар’єра

### Modern Faerie Tales
Перший роман Голлі Tithe: A Modern Faerie Tale  був опублікований Simon & Schuster у 2002 році. В одному всесвіті було два продовження. Перший, Valiant (2005), отримав першу премію Андре Нортона за наукову фантастику та фентезі для молоді. За результатами голосування читачів Locus за нагороду Locus Awards, Valiant and Ironside (2007) зайняли четверте та шосте місце серед книжок для молоді за рік.

### Хроніки Спайдервіка
У 2003 році Блек опублікувала перші дві книги «Хроніки Спайдервіка» (англ. The Spiderwick Chronicles) у співпраці з художником Тоні Дітерліцці. П'ята і остання книга з серії потрапила на вершину списку бестселерів New York Times у 2004 році. У 2008 році була випущена екранізація серіалу, співвиконавчим продюсером якої була Голлі. 

### The Curse Workers
Книга White Cat, перша у її серії Curse Workers, була опублікований у 2010 році. Слідом за White Cat з'явилася Red Glove (2011) , а трилогія завершилася  на Black Heart  у 2012 році. У 2011 році Голлі заявила, що книги Curse Workers були вибрані Vertigo Pictures і продюсером Mark Morgan.

### Magisterium
У 2012 році Scholastic придбала серію з п’яти книг, написану Голлі і Кассандрою Клер, під назвою Magisterium. ЇЇ перший том The Iron Trial був опублікований 9 вересня 2014 року. Остання книга серії  The Golden Tower була опублікована у 2018 році.

### Народ Повітря
«Жорстокий принц» (англ. The Cruel Prince) опубліковано в 2017 році. Перша книга була схвалена критиками і була номінована на премію Locus Award і Lodestar Award. Продовження, «Лихий король» (англ. The Wicked King) (2018) дебютувавла на позиції №1 у списку бестселерів New York Times. «Лихий король» також була номінована на премію Lodestar. «Королева порожнечі» (англ. The Queen of Nothing) випущена в листопаді 2019 року. Після цього серіая книжок дебютувала на 3 місці в списку бестселерів New York Times.

### Standalones
У вересні 2013 року компанією Little, Brown був випущений окремий роман The Coldest Girl in Coldtown. Голлі Блек опублікувала однойменне оповідання в антології вампірів The Eternal Kiss: 13 Vampire Tales of Blood and Desire .The Coldest Girl in Coldtown була фіналісткою Nebula у 2013 році.
«Doll Bones» була опублікована у травні 2013 року і була нагороджена відзнакою Ньюбері та нагородою Mythopoeic Fantasy Award.
«The Darkest Part of the Forest»  була опублікована в 2015 році.
Голлі також написала десятки коротких творів і спільно редагувала принаймні три антології спекулятивної літератури.

### Підліткові романи (англ.Young adult novels)

#### Modern Faerie Tales
- Tithe: A Modern Faerie Tale (2002)
- Valiant: A Modern Tale of Faerie (2005)
- Ironside: A Modern Faery's Tale (2007)

#### The Curse Workers
- White Cat (2010)
- Red Glove (2011)
- Black Heart (2012)

#### «Народ Повітря»
- «Жорстокий принц» (англ. The Cruel Prince) (2018)
- The Lost Sisters (2018)
- «Лихий король» (англ. The Wicked King) (2019)
- «Королева порожнечі» (англ. The Queen of Nothing) (2019)
- «Як король Ельфгейму зненавидів оповідки» (англ. How the King of Elfhame Learned to Hate Stories) (2020)

#### Standalone
- Doll Bones (2013, Почесна книга медалі Ньюбері), ілюстратор Eliza Wheeler
- The Coldest Girl in Coldtown (2013)
- The Darkest Part of the Forest (2015)

### Middle grade романи

#### Spiderwick, Black and Tony DiTerlizzi
Хроніки Спайдервіка
- The Field Guide (2003)
- The Seeing Stone (2003)
- Lucinda's Secret (2003)
- The Ironwood Tree (2004)
- The Wrath of Mulgarath (2004)

Beyond the Spiderwick Chronicles
- The Nixie's Song (2007)
- A Giant Problem (2008)
- The Wyrm King (2009)

Супровідні книги
- Arthur Spiderwick's Notebook of Fantastical Observations (2005)
- Arthur Spiderwick's Field Guide to the Fantastical World Around You (2005)
- The Spiderwick Chronicles: Care and Feeding of Sprites (2006)

#### Magisterium, Блек іКассандра Клер,ілюстраторScott Fischer
- The Iron Trial (2014)
- The Copper Gauntlet (2015)
- The Bronze Key (2016)
- The Silver Mask (2017)
- The Golden Tower (2018)

#### Standalone
- Heart of the Moors: An Original Maleficent: Mistress of Evil Novel (2019)

### Графічні романи та комікси

#### The Good Neighbors, illus. Ted Naifeh
- The Good Neighbors: Kin (2008)
- The Good Neighbors: Kith (2009)
- The Good Neighbors: Kind (2010)

#### Lucifer
- Lucifer vol. 1: Cold Heaven (2016)
- Lucifer vol. 2: Father Lucifer (2017)
- Lucifer vol. 3: Blood in the Streets (2017)

### Коротка художня література

#### Колекції
- The Poison Eaters and Other Stories (2010), ілюстратор Theo Black

#### Короткі історії
- "Hades and Persephone" (1997) в Prisoners of the Night
- "The Night Market" (2004) в The Faery Reel: Tales from a Twilight Realm
- "Heartless" (2005) в Young Warriors: Stories of Strength
- "Going Ironside" (2007) в Endicott Journal of Mythic Arts
- "In Vodka Veritas" (2007) в 21 Proms
- "Reversal of Fortune" (2007) в The Coyote Road: Trickster Tales
- "The Poison Eaters" (2007), The Restless Dead: Ten Original Stories of the Supernatural, редаговано Deborah Noyes
- "Paper Cuts Scissors" (October 2007) в Realms of Fantasy
- "The Coat of Stars" (2007) в So Fey
- "Virgin" (2008) в Magic in the Mirrorstone
- "The Boy Who Cried Wolf" (2009) в Troll's Eye View: A Book of Villainous Tales
- "The Coldest Girl in Coldtown" (2009)в The Eternal Kiss: 13 Vampire Tales of Blood and Desire
- "A Very Short Story" (2009) в Half-Minute Horrors
- "The Dog King" (2010) вThe Poison Eaters and Other Stories
- "The Land of Heart's Desire" (2010) в The Poison Eaters and Other Stories
- "The Arn Thompson Classification Review" (2010) в Full Moon City
- "Sobek" (2010) в Wings of Fire
- "Lot 558: Shadow of My Nephew by Wells, Charlotte" (2011) в The Thackery T. Lambshead Cabinet of Curiosities.
- "Everything Amiable and Obliging" (2011) вSteampunk!
- "The Perfect Dinner Party" (разом з Кассандрою Клер, 2011) в Teeth
- "The Rowan Gentleman" (разом з Кассандрою Клер, 2011) в Welcome to Bordertown
- "Noble Rot" (2011)в Naked City: New Tales of Urban Fantasy
- "Coat of Stars" (2012) в Bloody Fabulous
- "Little Gods" (2012) в Under My Hat: Tales from the Cauldron
- "Millcara" (2013) in Rags & Bones: New Twists on Timeless Tales
- "Sisters Before Misters" (2014) (разом з Sarah Rees Brennan і Кассандрою Клер) в Dark Duets: All-New Tales of Horror and Dark Fantasy
- "Ten Rules for Being an Intergalactic Smuggler (the Successful Kind)" (2014) в Monstrous Affections: An Anthology of Beastly Tales
- "1UP" (2015) в Press Start to Play

#### Відредагована антологія
- Geektastic: Stories from the Nerd Herd (2009),редаговано Голлі Блек і Cecil Castellucci
- Zombies vs. Unicorns (2010), редаговано Голлі Блек і Justine Larbalestier
- Welcome to Bordertown (2011), редаговано Голлі Блек і Ellen Kushner

#### Поезія
- "The Third Third: Israfel's Tale" (1996) в  журналі d8
- "Bone Mother" (Autumn 2004) в  Endicott Journal of Mythic Arts

## Нагороди
- 2006: Премія Андре Нортона за наукову фантастику та фентезі для молоді, Valiant: A Modern Tale of Faerie [18]

- 2014: Премія Mythopoeic Fantasy Award у дитячій літературі, «Doll Bones[17]

- 2014: Почесна книга медалі Ньюбері, «Doll Bones[19]

- 2015: Indies Choice Book Award — «Книга року для молоді», «The Darkest Part of the Forest»[20]